# Fołks-Sztyme
Fołks-Sztyme  (jiddisch פאָלקס־שטימע  / YIVO: folks-shtime; „Volksstimme“, polnisch Głos Ludu) war eine 1946 in Łódź gegründete jüdische Zeitung auf Jiddisch und Polnisch, die bis 1991, später allerdings nur noch als Wochenschrift, existierte.

## Geschichte
Einige Jahre nach der Gründung in Łódź zog die Zeitung nach Warschau. Sie war ursprünglich ein Organ des Zentralkomitees der Polska Partia Robotnicza (PPR; deutsch: Polnische Arbeiterpartei)  und der Polska Zjednoczona Partia Robotnicza (PZPR; deutsch: Polnische Vereinigte Arbeiterpartei, kurz: PVAP), seit 1956 war sie das gedruckte Organ der  Sozial-Kulturellen Gesellschaft der Juden in Polen. Für viele Jahre war sie die einzige jiddische Zeitung in Polen (mit Ausnahme des wissenschaftlichen Almanachs Bleter far geszichte).
Laut dem American Jewish Yearbook war die Folks-Sztyme die einzige kommunistische Parteizeitung („The only newspaper was the Communist Folks-Sztyme.“). Sie kam an vier Tagen der Woche heraus und hatte ein illustriertes wöchentliches Supplement, Yiddishe Szriften, das sich der Literatur und Kunst widmete und unter der Schirmherrschaft der Sozial-Kulturellen Gesellschaft veröffentlicht wurde.
Die Zeitung veröffentlichte auch Artikel von jüdischen Schriftstellern aus der Sowjetunion, zum Beispiel von Emanuel Kasakewitsch
Seit 1968 wurde sie in Form einer Wochenzeitschrift veröffentlicht. Als die überlebenden polnischen Juden weiter auswanderten, sank auch ihre Leserschaft allmählich. 1991 wurde die Zeitung eingestellt.

## Chefredakteure
Chefredakteure waren Hirsch (Grzegorz) Smolar (1950–1968) und nach seiner Entlassung aus allen Ämtern Samuel Tenenblatt (1969–1982), zuletzt Adam Kwaterko (1982–1991).

## Dos Jidisze Wort
Derzeit erscheint in Polen einmal im Monat die einzige zweisprachige jüdische Zeitschrift auf Jiddisch und Polnisch – das Magazin Słowo Żydowskie – Dos Jidisze Wort, das 1992 anstelle der Folks-Sztyme veröffentlicht wurde.